# Staatssekretariat Wohleb
Das Staatssekretariat Wohleb war im Land (Süd-)Baden vom 3. Dezember 1946 bis zum 26. Juni 1947 in einer beratenden Funktion gegenüber der französischen Militärregierung tätig. Es hatte somit noch nicht die vollen Kompetenzen einer Exekutive, sondern war lediglich eine provisorische Regierung. Es war gegenüber der Beratenden Landesversammlung nicht verantwortlich. Es handelte jedoch in enger Abstimmung mit dieser und der französischen Militärregierung. Die Einsetzung des Staatssekretariats wurde allgemein als weiterer Schritt in die Demokratie gesehen.
Vorgänger des Staatssekretariats war ein Direktorium. Das Direktorium erklärte am 22. November 1946 seinen Rücktritt, da die Beratende Landesversammlung des Landes Baden sich an diesem Tag konstituiert hatte. Die französische Militärregierung genehmigte den Rücktritt am 2. Dezember 1946 und per 3. Dezember trat an die Stelle des Direktoriums das Staatssekretariat, das aus 6 Staatssekretären und 4 Staatskommissaren bestand und dessen Präsident Leo Wohleb war.
Das Staatssekretariat Wohleb war am 10. Mai 1947 mit Wirkung per 17. Mai zurückgetreten, da nach der Landtagswahl vom 18. Mai 1947 die Bildung einer Regierung auf parlamentarischer Basis erfolgen sollte. Da sich die Verhandlungen über die Bildung einer Koalitionsregierung hinzogen, blieb das Staatssekretariat aber bis 6. August geschäftsführend im Amt und wurde dann durch das Kabinett Wohleb I abgelöst.
| Amt                                                 | Name                                                                  | Partei | Partei    |
| --------------------------------------------------- | --------------------------------------------------------------------- | ------ | --------- |
| Präsident des Staatssekretariat                     | Leo Wohleb                                                            |        | BCSV      |
| Staatssekretär des Innern                           | Marcel Nordmann                                                       |        | SPB       |
| Staatssekretär für Justiz                           | Richard Streng (seit 31. März 1947)                                   |        | parteilos |
| Staatssekretär für Kultus, Unterricht und Erziehung | Leo Wohleb                                                            |        | BCSV      |
| Staatssekretär der Finanzen                         | Paul Waeldin                                                          |        | DemP      |
| Staatssekretär für Landwirtschaft                   | Anton Hilbert                                                         |        | BCSV      |
| Staatssekretär für Wirtschaft und Arbeit            | Friedrich Leibbrandt                                                  |        | SPB       |
| Staatskommissar für Ernährung                       | Anton Dichtel                                                         |        | BCSV      |
| Staatskommissar für Post und Eisenbahn              | Johann Weisser                                                        |        | DemP      |
| Staatskommissar für Wiederaufbau                    | Erwin Eckert                                                          |        | KPB       |
| Staatskommissar für die Politische Säuberung        | Richard Streng (bis 31. März 1947) Walter Nunier (seit 2. April 1947) |        | parteilos |